# Шалёр (залив)
Зали́в Шалёр (фр. Baie des Chaleurs, англ. Chaleur Bay, в переводе с французского «Теплый залив») — часть залива Святого Лаврентия, которая отделяет полуостров Гаспе (Квебек) от Нью-Брансуика (Канада). Ширина — около 50 километров. Протяжённость — около 137 км. Открыт в 1534 году Жаком Картье. Залив изобилует рыбой, особенно лососем.

## Название
Название дано Жаком Картье, который в своё время увидел туман над заливом и ошибочно заключил, что вода в нём тёплая. Картье искал пролив к Азии и назвал южную оконечность залива Cap d’Espérance. Он исследовал залив 4-9 июля 1534 года во время своей первой экспедиции.
Индейцы микмаки (англ. Micmacs) называли залив Мовебактабаак (Mowebaktabaak) — «Большой залив».